# Niklas Backman
Niklas Alexander Backman (* 13. November 1988 in Västerås) ist ein ehemaliger schwedischer Fußballspieler. Der Abwehrspieler debütierte 2011 in der schwedischen Nationalmannschaft.

## Werdegang
Backman begann mit dem Fußballspielen beim Skiljebo SK in seiner Heimatstadt. Für den Klub debütierte er als Nachwuchsspieler in der Wettkampfmannschaft und stieg mit ihr in die drittklassige Division 1 auf. Dort überzeugte er in der Spielzeit 2007, wenngleich Skiljebo direkt wieder abstieg. Anschließend von mehreren höherklassigen Vereinen umworben, schloss er sich dem Zweitliga-Aufsteiger Väsby United in der Superettan an. In seiner Debütsaison stand er bei allen 30 Saisonspielen in der Startformation und verhalf Väsby zum Klassenerhalt als Tabellenneunter. Nachdem er in der Saisonvorbereitung auf die Erstliga-Spielzeit 2009 beim Kooperationspartner AIK Solna mittrainiert hatte, holte ihn der Klub im Sommer des Jahres auf Leihbasis in den Erstligakader. Während AIK das Double aus Landesmeistertitel und Pokalsieg gewann, blieb er ohne Spieleinsatz. Altersbedingt war er jedoch zeitgleich weiterhin aufgrund des Kooperationsabkommens für Väsby United spielberechtigt, so dass er letztlich in 26 Ligapartien für die Mannschaft auflief. Zudem hatte er sich in die schwedische U-21-Auswahlmannschaft gespielt, für die er im März 2009 debütierte. Hinter Joel Ekstrand, Marcus Nilsson und Martin Olsson blieb ihm jedoch in der Folge meist nur die Rolle des Ersatzspielers.
Im Januar 2010 unterschrieb Backman einen Dreijahresvertrag bei AIK. In der Vorbereitung und zum Auftakt der Spielzeit 2010 hauptsächlich Ergänzungsspieler, eroberte er sich kurze Zeit später einen Stammplatz. Nach dem Abgang mehrerer Leistungsträger der Meistermannschaft rutschte er mit dem Verein in den Abstiegskampf. Während mit Mikael Stahre, Björn Wesström und Alex Miller drei verschiedene Trainer für die Betreuung der Mannschaft verantwortlich waren, zeigte er gute Leistungen. Damit wurde er einer der Garanten des Klassenerhaltes und von Nationaltrainer Erik Hamrén mit einer Nominierung für die Auftaktländerspiele 2011 der A-Nationalmannschaft belohnt. Beim 2:1-Erfolg gegen Botswana am 19. Januar stand er in der Startelf. Auch in den folgenden Jahren war er unumstrittener Stammspieler in der Klubmannschaft und gehörte 2012 und 2013 jeweils zum Nationalmannschaftskader für die Januarländerspiele.
Im März 2013 verletzte sich Backman am Knie, so dass er den Auftakt zur Spielzeit 2013 verpasste. Zwar kehrte er Ende April ins Training zurück, Anfang Mai machte ihm die Verletzung jedoch erneut Probleme. Erst im Juli kehrte er in den regulären Spielbetrieb zurück, bis zum Saisonende lief er in zehn Partien in der Allsvenskan auf. Im Januar 2014 rückte er wieder in den Kader der Nationalelf, als er als Nachrücker für seinen verletzten Mannschaftskameraden Per Karlsson nachnominiert wurde.
Im Februar 2014 verließ Backman AIK und schloss sich dem chinesischen Klub Dalian Aerbin an. Dort war er auf Anhieb Stammspieler unter Trainer Lin Ma, sein erstes Tor in der Chinese Super League erzielte er im Juli 2014 beim 2:1-Heimerfolg gegen Shanghai Shenxin. Er absolvierte in dieser Saison insgesamt 59 Ligaspiele, in denen er fünf Tore schoss.
Nach seiner Zeit in China wechselte Backman Anfang 2016 zum dänischen Erstligisten Aarhus GF. Dort war er ein wichtiger Bestandteil der Abwehr und absolvierte zahlreiche Pflichtspiele für den Verein.

### Karriereende
Am 14. Oktober 2021 gab Niklas Backman im Alter von 32 Jahren sein Karriereende bekannt. Grund dafür waren anhaltende Symptome nach Kopfverletzungen, die ihn zum Rückzug aus dem Profifußball zwangen.